# Evangelion
För animen även kallad "Evangelion", se Neon Genesis Evangelion.
Evangelion är det polska blackened death metal-bandet Behemoths nionde fullängdsalbum. Det släpptes 5 augusti 2009 i Europa och 11 augusti 2009 i Nordamerika. Albumet mixades i Miloco Studios i London, England av Colin Richardson (tidigare arbeten med Machine Head, Slipknot, Napalm Death) och gavs ut av Nuclear Blast i Europa och Metal Blade i USA. Digipackutgåvan innehåller även en DVD. Design och utformning av omslaget är gjord av Tomasz "Graal" Daniłowicz. 
Från 1 augusti lades hela albumet upp på bandets Myspace för strömmad lyssning. En video producerades till första singeln, "Ov Fire And The Void" och publicerades på Youtube 6 augusti. Videon spelades in i Wrocław med regissören Dariusz Szermanowicz och "Grupa 13".

## Mottagande

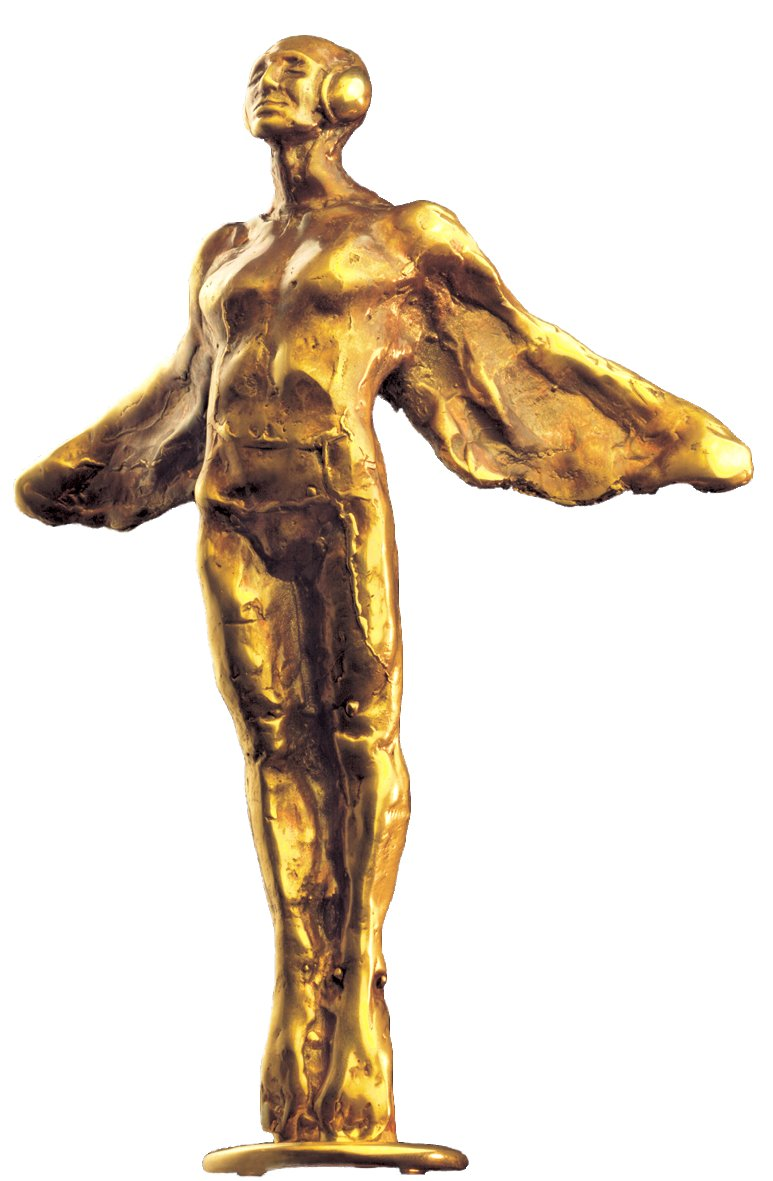
Fryderyk-statyetten

Bland de tidiga recensionerna fick albumet mycket positiva omdömen med till exempel högsta betyg (10 av 10) av Euthanatos på Global Domination och av Vassilis Efstathiou (5 av 5) på Metal Invader. Även magasin som brittiska, polska och tyska "Metal Hammer", "Teraz Rock" och tjeckiska "Spark" skrev positiva recensioner över albumet.

### Fryderyk för bästa metalalbum
Evangelion nominerades 24 februari för en polsk grammis, "Fryderyk", och vann utmärkelsen som årets bästa metalalbum. Ytterligare fyra nomineringar gäller albumets omslagsdesign, bandet, produktionen samt videon till låten "Ov Fire And The Void".

## Låtlista
1. "Daimonos" – 5:16
2. "Shemhamforash" – 3.56
3. "Ov Fire and the Void" – 4:28
4. "Transmigrating Beyond Realms ov Amenti" – 3:28
5. "He Who Breeds Pestilence" – 5:41
6. "The Seed ov I" – 4:58
7. "Alas, Lord Is Upon Me" – 3:16
8. "Defiling Morality ov Black God" – 2:50
9. "Lucifer" – 8:07

## Banduppsättning

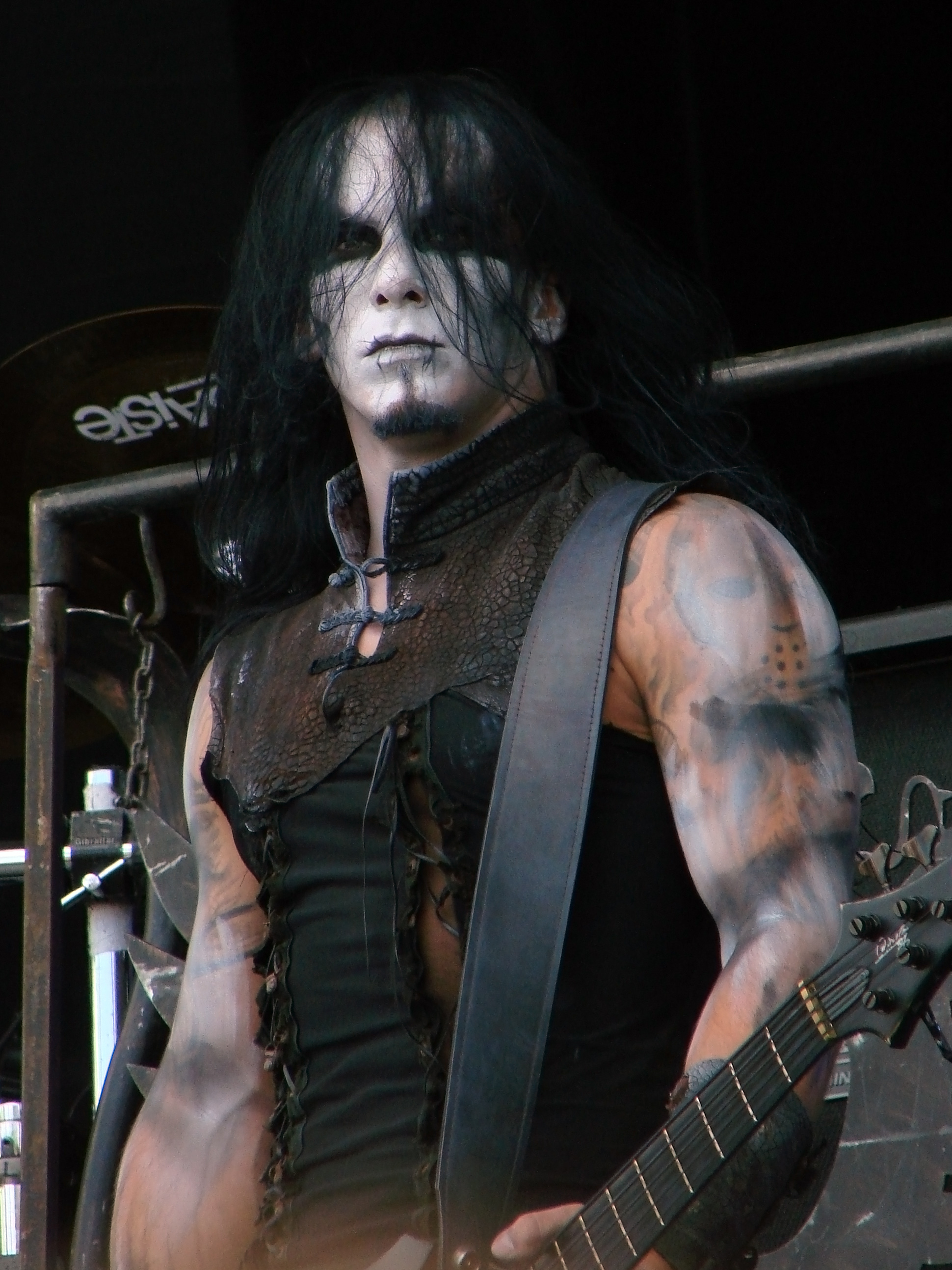
Orion på Hellfest under bandets turné med Evangelion

- Adam "Nergal" Darski – sång, gitarr
- Zbigniew Robert "Inferno" Prominski – trummor, percussion, bakgrundssång
- Tomasz "Orion" Wróblewski – bas, bakgrundssång

### Sessionsmedlem
- Patryk Dominik "Seth" Sztyber – gitarr, bakgrundssång

### Gästmusiker
- Maciej Maleńczuk – gästsång på "Lucifer"
- Boris "Hatefrost" Kalyuzhnyy –, bakgrundssång
- Maciej "Manticore" Gruszka –, bakgrundssång
- Tomasz "Ragaboy" Osiecki – sitar

## Övriga medverkande
- Daniel Bergstrand – producent trummor
- Colin Richardson – mixning
- Arkadiusz "Malta" Malczewski – ljudteknik, bakgrundssång
- Kuba Mańkowski – ljudteknik
- Wojciech Wiesławski – medproducent gitarrer
- Sławomir Wiesławski – medproducent gitarrer
- Jan Bryt – sånginspelning
- Tomasz "Graal" Daniłowicz – omslagsdesign
- Ted Jensen – mastering